# Simon Pytlick
Simon Bogetoft Pytlick (* 11. Dezember 2000 auf Thurø) ist ein dänischer Handballspieler.

## Privates
Simon Pytlick stammt aus einer Handball-Familie. Sein Vater Jan Pytlick führte die dänische Frauen-Handballnationalmannschaft als Handballtrainer u. a. zu zwei Olympiasiegen (2000, 2004), seine Mutter Berit Bogetoft ist ehemalige dänische Nationalspielerin. Seine Schwester Camilla stand beim Erstligisten Holstebro unter Vertrag, seine zweite Schwester Josephine spielt ebenfalls Handball. Sein Vetter und ehemaliger Mannschaftskollege bei GOG Gudme, Andreas Haagen Pytlick, ist der Sohn des früheren Nationaltorhüters Søren Haagen.

## Karriere

### Verein
Simon Pytlick, der in seiner Jugend zeitweise auch die Sportarten Schwimmen, Kickboxen, Fußball und Gymnastik betrieb, begann auf seiner Heimatinsel Thurø mit dem Handball, im Alter von zwölf Jahren wechselte er in die Nachwuchsabteilung von GOG. In der Saison 2019/20 gab der 1,92 m große linke Rückraumspieler sein Debüt für den dänischen Håndboldliga-Verein Gudme; der Rechtshänder erzielte zehn Tore in sechs Spielen. Zudem bestritt er am 15. September 2019 seinen ersten Einsatz in der EHF Champions League beim 33:24-Sieg bei IFK Kristianstad (drei Tore). Nachdem sich sein Mitspieler Emil Lærke die Achillessehne gerissen hatte, bekam Pytlick in der Saison 2020/21 deutlich mehr Spielzeit. 97 Tore und 50 Torvorlagen in 22 Ligaspielen brachten ihm am Ende die Auszeichnung Talent des Jahres ein. In der folgenden Meisterrunde warf er zusätzlich 28 Tore in fünf Spielen. In der EHF European League 2020/21 warf er 65 Tore und erreichte mit GOG das Viertelfinale. In der Saison 2021/22 wurde er als bester linker Rückraumspieler in das All-Star-Team der Håndboldligaen gewählt. Im Jahr 2022 wurde er zu Dänemarks Handballer der Jahres gewählt. Mit GOG wurde er 2022 und 2023 dänischer Meister und 2023 Pokalsieger.
Im Sommer 2023 wechselte er gemeinsam mit Lukas Lindhard Jørgensen und Trainer Nicolej Krickau von GOG zum deutschen Bundesligisten SG Flensburg-Handewitt. Im Dezember 2023 erhielt er als dritter Handballspieler den seit 1929 vergebenen Sportpreis Årets Fund der dänischen Zeitung Politiken, des Dänischen Sportverbandes (DIF) und des Team Danmark. Im Januar 2024 wurde er als Dänemarks Handballnationalspieler der Saison 2022/23 ausgezeichnet. 2024 und 2025 gewann er mit der SG die EHF European League.

### Nationalmannschaft
Simon Pytlick bestritt 30 Länderspiele für die dänische Jugendnationalmannschaft, in denen er 128 Tore erzielte. Beim Europäischen Olympischen Jugendfestival 2017 warf er 30 Tore in fünf Spielen und belegte mit der Auswahl den fünften Platz. Bei der U-18-Europameisterschaft 2018 traf er 22-Mal in sieben Partien und gewann mit Dänemark die Bronzemedaille. Bei der folgenden U-19-Weltmeisterschaft 2019 gewann er erneut Bronze, für ihn persönlich standen 13 Tore in vier Spielen zu Buche.
In der dänischen A-Nationalmannschaft debütierte Pytlick beim 31:28-Auswärtssieg am 4. November 2021 gegen Norwegen in Trondheim. Insgesamt bestritt er 57 Länderspiele, in denen er 259 Tore erzielte.
Er stand im vorläufigen Aufgebot für die Europameisterschaft 2022, wurde aber nicht ins endgültige Turnieraufgebot berufen. Bei der Weltmeisterschaft 2023 wurde er mit der dänischen Auswahl Weltmeister und warf im Endspiel gegen Frankreich neun Tore bei zwölf Versuchen. Außerdem wurde er als bester Spieler auf der halblinken Position in das All-Star-Team gewählt. Beim Gewinn der Silbermedaille bei der Europameisterschaft 2024 kam er in acht Spielen zum Einsatz und warf 37 Tore. Bei den Olympischen Spielen 2024 in Paris gewann er die Goldmedaille und wurde ins All-Star-Team des Turniers gewählt. Bei der Weltmeisterschaft 2025 warf er 50 Tore in neun Partien und wurde mit dem Team erneut Weltmeister. Zusätzlich wurde er in das All-Star-Team gewählt.

### Erfolge
Vereinsmannschaften
- Dänischer Meister: 2022, 2023

- Dänischer Pokalsieger: 2019, 2022

- EHF-European-League-Sieger: 2024, 2025

Nationalmannschaft
- Weltmeister: 2023, 2025

- Olympiasieger: 2024

### Saisonbilanzen
| Saison    | Verein | Spielklasse    | Spiele | Tore | 7-Meter | Feldtore |
| --------- | ------ | -------------- | ------ | ---- | ------- | -------- |
| 2019/20   | GOG    | Håndboldligaen | 06     | 010  | 0       | 010      |
| 2020/21   | GOG    | Håndboldligaen | 27     | 125  | 0       | 125      |
| 2021/22   | GOG    | Håndboldligaen | 35     | 164  | 0       | 164      |
| 2022/23   | GOG    | Håndboldligaen | 34     | 194  | 0       | 194      |
| 2019–2023 | alle   | alle           | 102    | 493  | 0       | 493      |

Daten der Håndboldligaen inklusive Play-offs.